# Agostino Superbo
Agostino Superbo (Minervino Murge, 7 febbraio 1940) è un arcivescovo cattolico italiano, dal 5 ottobre 2015 arcivescovo emerito di Potenza-Muro Lucano-Marsico Nuovo.

## Biografia
È nato a Minervino Murge, in provincia di Bari (dal 2004 provincia di Barletta-Andria-Trani) e diocesi di Andria, il 7 febbraio 1940.

### Formazione e ministero sacerdotale
Ha conseguito la licenza in Teologia dogmatica presso la Pontificia Facoltà per l'Italia Meridionale sezione "San Luigi" e successivamente ha ottenuto la laurea in Filosofia all'Università Statale di Bari. È ordinato sacerdote il 29 giugno 1963, nel duomo di Minervino Murge, dal vescovo Francesco Brustia.
Dal 1964 ha svolto l'incarico di insegnante di lettere al seminario vescovile di Andria; è stato poi vicario cooperatore nella parrocchia della Santissima Annunziata, vice-assistente della gioventù di Azione Cattolica e segretario del vescovo di Andria.
Dal 1971 al 1985, nella sua diocesi, ha svolto le mansioni di rettore del seminario, di insegnante di Religione e di docente di Filosofia e di Teologia presso l'Istituto di Scienze Religiose. È stato nominato assistente regionale per la Puglia del Movimento Studenti di A.C. Nel 1977 è stato nominato cappellano di Sua Santità. Dal 1985 al 1991 è rettore del Pontificio Seminario Regionale Pugliese "Pio XI" di Molfetta.

### Ministero episcopale
Il 18 maggio 1991 è nominato vescovo di Sessa Aurunca, subentrando a Raffaele Nogaro. Viene consacrato dal cardinale Michele Giordano il 29 giugno successivo.
Il 19 novembre 1994 viene trasferito alla diocesi di Altamura-Gravina-Acquaviva delle Fonti. Dopo nemmeno due anni, il 18 maggio 1996 assume l'incarico di assistente ecclesiastico generale dell'Azione Cattolica Italiana. Lascia la diocesi di Altamura il 6 agosto 1997, in concomitanza con la nomina del nuovo vescovo Mario Paciello.
In seno alla Conferenza Episcopale Italiana è stato membro della commissione episcopale per l'educazione cattolica, la cultura, la scuola e l'università e della commissione ecclesiale "Iustitia et Pax". È stato presidente della commissione episcopale per il laicato ed assistente del Forum internazionale di Azione Cattolica.
Il 9 gennaio 2001 viene nominato arcivescovo di Potenza-Muro Lucano-Marsico Nuovo ed il 25 marzo 2001 è entrato in Potenza sua sede arcivescovile. Il 29 giugno 2001 ha ricevuto il pallio da papa Giovanni Paolo II come metropolita di Basilicata.
Nello stesso anno assume la presidenza della Conferenza Episcopale della Basilicata che detiene per tutti gli anni della sua permanenza a Potenza. Nel maggio 2007, durante l'Assemblea generale della Conferenza Episcopale Italiana, viene eletto vicepresidente per l'Italia meridionale della CEI, carica che ricopre fino al maggio 2012.
Il 5 ottobre 2015 papa Francesco accetta la sua rinuncia al governo pastorale dell'arcidiocesi per raggiunti limiti d'età; gli succede l'arcivescovo Salvatore Ligorio, trasferito dalla sede di Matera-Irsina. Conserva così il titolo di "arcivescovo emerito" di Potenza-Muro Lucano-Marsico Nuovo.

## Controversie nel caso Elisa Claps
Il ritrovamento del corpo di Elisa Claps nella chiesa della Trinità dopo molti anni dalla sua scomparsa ha fin da subito suscitato molte polemiche sul comportamento degli addetti alle pulizie (che settimanalmente pulivano la soffitta) e del vescovo in carica (che negli anni aveva eseguito più ispezioni nella chiesa). Il vescovo in particolare, secondo gli inquirenti, dopo aver appreso della presenza di un cadavere nel sottotetto della chiesa della Trinità partì per Satriano per un appuntamento pastorale. Alla morte poi di don Mimì Sabia (parroco della chiesa in questione), avvenuta pochi anni prima del ritrovamento del corpo, fece di tutto per riappropriarsi della chiesa, ma la prima ispezione (che di norma va fatta subito dopo essere entrato in carica) affermò di averla fatta solo dopo due anni. Secondo i Pm poi il parroco avrebbe fatto di tutto per temporeggiare in merito all'annuncio della scomparsa, in un interrogatorio avvenuto dopo il ritrovamento venne fuori che: Wagno sosteneva che il 24 febbraio chiamò il vescovo per avvisarlo del ritrovamento. Ma quest'ultimo era a Roma e non diede a Wagno la possibilità di spiegare. «Ne parliamo al mio ritorno», furono le parole del vescovo. «Io – sostiene Superbo – ricordo di una telefonata ma non riesco a collocarla nel tempo». Dai tabulati telefonici però emerse che tra i due non ci fu nessuna telefonata in quel giorno. E comunque non ce ne furono nei giorni in cui il vescovo sostiene di essere stato a Roma. Wagno avrebbe dimenticato la circostanza e se ne sarebbe ricordato solo dopo il 17 marzo quando – è sempre la versione ufficiale – chiederà di nuovo di parlare con Superbo.
«Il 19 marzo – spiega Superbo – incontro Wagno alla chiesa di San Rocco. Aveva già parlato con don Cesare e gli aveva detto che era una cosa seria». Wagno aveva trovato Elisa almeno un mese prima. Il vescovo sostiene di aver chiamato la polizia e di non aver trovato nessuno. Invece di andare in Questura o comunque di mandarci Wagno si ferma a dire la messa. Andrà in Questura il giorno dopo.

## Genealogia episcopale
La genealogia episcopale è:
- Cardinale Scipione Rebiba
- Cardinale Giulio Antonio Santori
- Cardinale Girolamo Bernerio, O.P.
- Arcivescovo Galeazzo Sanvitale
- Cardinale Ludovico Ludovisi
- Cardinale Luigi Caetani
- Cardinale Ulderico Carpegna
- Cardinale Paluzzo Paluzzi Altieri degli Albertoni
- Papa Benedetto XIII
- Papa Benedetto XIV
- Cardinale Enrico Enriquez
- Arcivescovo Manuel Quintano Bonifaz
- Cardinale Buenaventura Córdoba Espinosa de la Cerda
- Cardinale Giuseppe Maria Doria Pamphilj
- Papa Pio VIII
- Papa Pio IX
- Cardinale Alessandro Franchi
- Cardinale Giovanni Simeoni
- Cardinale Vincenzo Vannutelli
- Cardinale Giovanni Battista Nasalli Rocca di Corneliano
- Cardinale Marcello Mimmi
- Arcivescovo Giacomo Palombella
- Cardinale Michele Giordano
- Arcivescovo Agostino Superbo